# Jyeṣṭhadeva
Jyeṣṭhadeva (en idioma malabar: ജ്യേഷ്ഠദേവൻ) (c. 1500 - c. 1575) fue un astrónomo y matemático de la Escuela de Kerala, fundada por Madhava de Sangamagrama (c. 1350 – c. 1425). Es el autor del "Yuktibhāṣā", un comentario en idioma malabar del Tantrasamgraha de Nilakantha Somayaji (1444-1544). En el Yuktibhāṣā, incluyó la demostración completa y el fundamento de las proposiciones contenidas en el Tantrasamgraha, algo inusual entre los matemáticos de la India tradicional de la época. Ahora se reconoce que el Yuktibhāṣā contiene los elementos esenciales del cálculo, y que es uno de los primeros tratados sobre el tema. Jyeṣṭhadeva también fue el autor del Drk-karana, un tratado sobre observaciones astronómicas.

## Período de vida de Jyeṣṭhadeva
Se conservan algunas referencias a Jyeṣṭhadeva dispersas en varios manuscritos antiguos. De estos manuscritos, se pueden deducir algunos hechos sueltos sobre su vida. Era un nambudiri perteneciente a la familia Parangngottu (en sánscrito, transliterado como  Parakroda), nacido alrededor del año 1500. Fue alumno del astrónomo Damodara, siendo contemporáneo (aunque más joven) de Nilakantha Somayaji. Achyuta Pisharati fue alumno de Jyeṣṭhadeva. En el verso final de su trabajo titulado Uparagakriyakrama, completado en 1592, Achyuta Pisharati se refirió a Jyeṣṭhadeva como su "benigno anciano maestro". A partir de algunas referencias en el Drkkarana (una obra que se cree que escribió el propio Jyeṣṭhadeva), se puede concluir que vivió aproximadamente hasta el año 1610.
Parangngottu, la casa familiar de Jyeṣṭhadeva, todavía existe en las cercanías de Trikkandiyur y de Alathiyur. También se conservan varias leyendas vinculadas a miembros de la familia Parangngottu.

## Linaje matemático
Se sabe poco sobre las tradiciones matemáticas en Kerala antes de Madhava de Sangamagrama.
Paramésuara fue discípulo directo de Madhava. Damodara era hijo de Paramésuara. Nilakantha Somayaji y Jyeshthadeva fueron alumnos de Damodara. Jyeṣṭhadeva fue maestro de Achyuta Pisharati, y este último a su vez lo fue de Melpathur Narayana Bhattathiri.

## Obras de Jyeshthadeva
Se sabe que Jyeṣṭhadeva compuso solo dos obras, el Yuktibhāṣā y el Drkkarana. El primer tratado es un comentario que incluye la fundamentación del Tantrasamgraha de Nilakantha Somayaji; y el segundo es un tratado sobre cálculos astronómicos.
Tres factores hacen que el Yuktibhāṣā sea un libro único en la historia del desarrollo del pensamiento matemático en el subcontinente indio:
- Está compuesto en el idioma hablado de la población local, es decir, en el idioma malabar. Esto contrasta con la tradición india centenaria de componer obras académicas en el idioma sánscrito, que era el idioma de los eruditos.
- La obra es en prosa, de nuevo en contraste con el estilo predominante de redacción incluso de manuales técnicos en verso. Todas las demás obras notables de la Escuela de Kerala están escritas en verso.
- Lo más importante es que el libro se compuso intencionalmente como un manual de demostraciones. El propósito mismo de escribir el libro fue registrar con todo detalle los fundamentos de los diversos resultados descubiertos por matemáticos-astrónomos de la escuela de Kerala, especialmente de Nilakantha Somayaji. Este libro atestigua que el concepto de demostración no era desconocido para las tradiciones matemáticas indias.

## Otras referencias
- Detalles sobre la traducción al inglés de  Yuktibhāṣā por  K. V. Sarma: Sarma, K.V., Ramasubramanian, K., Srinivas, M.D., Sriram, M.S. (2008). Ganita-Yukti-Bhasa (Rationales in Mathematical Astronomy) of Jyeṣṭhadeva: Volume I: Mathematics, Volume II: Astronomy. Sources and Studies in the History of Mathematics and Physical Sciences. Springer jointly with Hindustan Book Agency, New Delhi, India. ISBN 978-1-84882-072-2. (Esta es una traducción crítica del texto original en malayalam de K.V. Sarma con notas explicativas de K. Ramasubramanian, M.D. Srinivas y M.S. Sriram.)
- Para una revisión de la traducción al inglés de  Yuktibhāṣā: Homer S. White (17 de julio de 2009). «Ganita-Yukti-Bhāsā (Rationales in Mathematical Astronomy) of Jyesthadeva». MAA Reviews (Mathematical Association of America). Consultado el 30 de enero de 2010. (Enlace roto: octubre de 2010)
- R.C. Gupta (1973). «Addition and subtraction theorems for the sine and the cosine functions in medieval india». Indian Journal of History of Science 9 (2): 164-177. Archivado desde el original el 29 de noviembre de 2014.
- K. V. Sarma (1972). A history of the Kerala school of Hindu astronomy (in perspective). Vishveshvaranand Indological series 55. Vishveshvaranand Institute of Sanskrit & Indological Studies, Hoshiarpur, Panjab University.
- K.V. Sarma. «Tradition of Aryabhatiya in Kerala : Revision of planetary parameters». Indian Journal of History of Science 12 (2): 194-199. Archivado desde el original el 29 de noviembre de 2014. Consultado el 30 de enero de 2010.
- George Gheverghese Joseph (2000). The Crest of the Peacock: The Non-European Roots of Mathematics. Princeton University Press. pp. 416. ISBN 978-0-691-00659-8.
- Plofker, Kim (2009). «7 The school of Madhava in Kerala». Mathematics in India. Princeton University Press. pp. 219-254.
- Para una explicación moderna de la prueba de Jyeṣṭhadeva de la expansión de la serie de potencias de la función arcangente: Victor J. Katz (2009). «12». A history of mathematics: An introduction (3 edición). 2009: Addison-Wesley. pp. 450-455. ISBN 978-0-321-38700-4.

- Datos: Q3595755